# Othello (Kaffee)
Othello ist ein österreichisches Heißgetränk aus Schokolade und Espresso. Ein Othello wird üblicherweise in einem dickwandigen, braunen Gefäß serviert.
Das Getränk besteht aus zwei Schichten, die nicht ineinander verlaufen sollten. Die Zutaten werden in einer definierten Reihenfolge eingegossen: die unterste Schicht bildet die warme Schokolade. Danach wird die obere Schicht aus Espresso platziert. Häufig wird das Getränk auch mit Schokoladenflocken, Kakaopulver oder Gewürzen (zum Beispiel Zimt) garniert.